# Kurt Grobe
Kurt Grobe (* 23. Dezember 1920 in Braunschweig; † 11. Juni 1987 in Laatzen-Grasdorf) war ein deutscher Politiker (SPD).
Grobe besuchte für vier Jahre die Volksschule und wechselte anschließend an das Herzogliche Wilhelm-Gymnasium in Braunschweig. Zwischen 1935 und 1938 absolvierte er eine kaufmännische Lehre erfolgreich im Möbelhaus August Honigbaum ebenfalls in Braunschweig. Nach seiner Lehre war er bis zum Kriegsausbruch kaufmännischer Angestellter in seiner Lehrfirma. Im Zweiten Weltkrieg war er zwischen 1939 und Mai 1945 als Soldat im Kriegsdienst. Er geriet in amerikanische Kriegsgefangenschaft und wurde als Wachtmeister der Artillerie entlassen. Zwischen Juni 1945 bis Januar 1946 war er als Arbeiter in der Ruma-Kaffeefabrik in Rethen tätig, machte sich jedoch im Februar 1946 als Versicherungskaufmann selbstständig.
Seit 1957 war Grobe erster Vorsitzender des SPD-Ortsvereins in Gleidingen. Seit 1962 wurde er erster Vorsitzender des Unterbezirks Hildesheim in der SPD. Im Jahr 1961 wurde er ehrenamtlicher Verwaltungsrichter und im Jahr 1963 Aufsichtsratsmitglied der Kleinsiedlungsgesellschaft mbH des Landkreises Hildesheim-Marienburg. Seit 1965 war er Aufsichtsratsvorsitzender.

## Öffentliche Ämter
Grobe wurde im Jahr 1952 Ratsherr der Gemeinde Gleidingen und im Jahr 1956 stellvertretender Bürgermeister. Er war Abgeordneter des Kreistages im Landkreis Hildesheim-Marienburg. Im Jahr 1961 wurde er Landrat. Grobe wurde zum Mitglied des Niedersächsischen Landtages für die fünfte und sechste Wahlperiode vom 20. Mai 1963 bis 20. Juni 1970 gewählt. Nach der Verwaltungs- und Gebietsreform 1974 war Grobe bis 1980 Bürgermeister der Stadt Laatzen.